# Mobile Launcher Platform

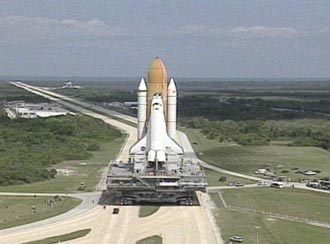
Prom Discovery na platformie umieszczonej na pojeździe crawler-transporter

Rysunki techniczne MLP

Mobile Launcher Platform (ruchoma platforma startowa) – jedno z naziemnych urządzeń używanych przy starcie promów kosmicznych systemu STS.
Trzy ruchome wyrzutnie (ang. Mobile Launcher), używane przy wystrzeliwaniu rakiet Saturn, zostały zmodyfikowane tak, aby mogły z nich startować promy kosmiczne. Po usunięciu żurawi, wież łączących i wysięgników, ruchome wyrzutnie zostały przemianowane na ruchome platformy startowe (ang. Mobile Launcher Platform – MLP). Zamiast jednego dużego otworu w platformie, do odprowadzania płomieni i gorących gazów z boostera i silników orbitera zastosowano trzy mniejsze. Części zdemontowanych wież łączących zostały wykorzystane przy konstrukcji stałych elementów kompleksu startowego, gdzie służą jako sekcje Stałych Struktur Obsługi (patrz Kompleks startowy 39). Wieża, która została usunięta z MLP-3, została pocięta na 20-stopowe sekcje, które umieszczono w części przemysłowej KSC. Część wieży została zrekonstruowana i umieszczona w budynku Apollo Saturn V.
Ogonowe maszty serwisowe (ang. Tail Service Masts – TSM), jeden po każdej stronie otworów wylotowych głównych silników, zapewniają podłączenie do orbitera tlenu, utleniacza, gazów, energii elektrycznej i złącz komunikacyjnych. Maszty mają 4,6 m długości, 2,7 m szerokości i 9,4 m wysokości.
Kiedy platforma znajduje się w kompleksie startowym lub w Vehicle Assembly Building, MLP zostaje umieszczone na sześciu stalowych nogach o wysokości siedmiu metrów. Kiedy platforma była używana przy startach pojazdów programu Apollo, zamontowane były cztery kolumny, które miały za zadanie ustabilizować MLP w czasie startu rakiety. Zostały one zdemontowane w czasie przystosowywania platformy do startów promów kosmicznych.

## Dane techniczne
- Platforma startowa:
  - dwukondygnacyjna struktura stalowa
  - 7,6 m wysokości
  - 49 m długości
  - 41 m szerokości
- Waga:
  - Pusta: 4190 t
  - Z promem bez paliwa: 5450 t
  - Z zatankowanym promem: 6220 t